# Maxwell Alexander
Maxwell West Alexander (Grand Rapids, 17 febbraio 1957) è un giornalista e scrittore statunitense.

## Biografia
Maxwell Alexander è nato il 17 febbraio 1957 a Grand Rapids, nello Stato del Michigan (USA), da una famiglia originaria della Slovacchia, che nel 1908 si era trasferita negli Stati Uniti tramite l'arrivo ad Ellis Island, isolotto artificiale ubicato nella baia di New York e principale punto d'ingresso per gli immigrati d'Europa che sbarcavano in America alla ricerca di nuove opportunità. Sua nonna era casalinga, mentre il nonno prestava servizio nelle fabbriche automobilistiche a Detroit. Conseguì nel 1987 la laurea in storia dell'arte alla Columbia University, dove ha anche studiato la lingua italiana.
Dal 1990 al 1997 è stato direttore esecutivo di Variety e Daily Variety a New York e poi a Los Angeles. Ha curato e gestito i quotidiani della mostra pubblicata sul sito del trade paper al Festival di Cannes, all'American Film Market e al MIFED di Milano. Dal 1997 al 1999 è stato caporedattore della rivista People Weekly, dopo esserne stato giornalista fin dai venticinque anni.
Nella sua fattoria nel Maine si è dedicato all'agricoltura e all'allevamento di maiali, galline, anatre, oche, producendo anche vino e sidro. Nel 2004 ha pubblicato il suo primo libro autobiografico, Man Bites Log: The Unlikely Adventures of a City Guy in the Woods, valutato uno dei migliori libri dell'anno sulla natura da USA Today. Nel 2012 ha dato alle stampe per Hyperion Books il volume Bright Lights, No City: An African Adventure of Bad Roads with a Brother and a Very Weird Business Plan (2012), incentrata sull'avventura con il fratello (Whit Alexander, co-creatore del gioco da tavolo Cranium) in Ghana, nell'Africa Occidentale moderna, che è stato definito il più divertente libro di business mai scritto dal Wall Street Journal.
Nel 2018 si è trasferito a Roma, nei pressi del Pantheon, dove lavora per Forbes e altre riviste come Focus. Nonostante il trasferimento in Italia, Maxwell ha continuato a scrivere per diverse riviste statunitensi come Smithsonian e Reader's Digest.
Nel 2020 ha partecipato come concorrente alla decima edizione del talent show culinario MasterChef Italia in onda su Sky Uno, classificandosi nono.

## Opere (parziale)
- The Arrows Cookbook: Cooking and Gardening from Maine's Most Beautiful Farmhouse Restaurant, a cura di Clark Frasier e Mark Gaier, Scribner (2003)
- Man Bites Log: The Unlikely Adventures of a City Guy in the Woods, Carroll & Graf (2004)
- Two for the Money: The Sensible Plan for Making It All Work, con Jonathan e David Murray, Carroll & Graf (2008)
- Bright Lights, No City: An African Adventure of Bad Roads with a Brother and a Very Weird Business, Hyperion Books (2012)
- Call Me American: A Memoir, con Abdi Nor Iftin, Knopf (2018)

## Programmi televisivi
- MasterChef Italia (Sky Uno, 2020-2021) – Concorrente
- MasterChef Magazine (Sky Uno, 2021 - 2022)
- Masterchef - Chi viene a cena? (Sky Uno, 2021)